# Barrage de Kovalı
Le barrage de Kovalı est un barrage en Turquie. Le barrage est à 10 km au sud-est du village de Kovalı dans le district de Yeşilhisar de la province de Kayseri. La rivière Dündarlı Çayı se perd dans une zone de lagunes où il y a trois lacs (asséchés) (Yay Gölü, Sobe Gölü et Çöl Gölü) à 15 km du barrage entre les villes de Yeşilhisar et Develi.

## Sources
- (tr) « Kovalı Barajı », sur Agence gouvernementale turque des travaux hydrauliques (DSİ)